# Paspalum ionanthum
Paspalum ionanthum är en gräsart som beskrevs av Mary Agnes Chase. Paspalum ionanthum ingår i släktet tvillinghirser, och familjen gräs. Inga underarter finns listade i Catalogue of Life.